# Альта (противотанковая управляемая ракета)
«Альта» — украинская противотанковая управляемая ракета классов «воздух-поверхность» и «поверхность-поверхность» с комбинированным наведением, реализующим принцип «выстрелил и забыл».

## История
«Альта» (ALTA) впервые была представлена в феврале 2007 года на выставке вооружений IDEX-2007.
По состоянию на 24 сентября 2014, ракета не поставлялась на экспорт и не была принята на вооружение украинской армии.
9 июля 2015 ГК "Укроборонпром" сообщил о успешном завершении работ по созданию вертолётной ракеты "Альта"

## Описание
Комплекс с ракетой «Альта» может устанавливаться на вертолёт, бронетехнику или катер.
Отличительной особенностью ПТУР является комбинированная система управления, которая объединяет лучшие особенности принципов «вижу — стреляю» и «выстрелил и забыл». Такое решение позволяет поражать практически любую цель, в том числе, не обладающей достаточной контрастностью на фоне местности.
Система управления ракетой способна контролировать наведение ракеты как в полуавтоматическом режиме, так и в режиме самонаведения в случае угрозы ответного огня или в сложных условиях пониженной видимости в оптическом и/или инфракрасном спектрах.
«Альта» — первая украинская противотанковая ракета использующая двухрежимный способ наведения. На стартовом и маршевом участках полёта ракета наводится по лазерному лучу. На подлёте к цели, активируется активная радиолокационная головка самонаведения, работающая в миллиметровом диапазоне длин волн.
Наиболее близким аналогом «Альты» по архитектуре системы наведения является американская ПТУР AGM-114L Longbow Hellfire, на которой в дополнение к инерциальной системе осуществляющей наведение на маршевом участке полёта, также установлена активная радиолокационная ГСН миллиметрового диапазона длин волн для наведения на конечном участке.

## Технические характеристики
- Калибр: 170 мм
- Стартовый вес ракеты: 55 кг
- Вес контейнера с ракетой: 70 кг
- Длина контейнера: ~2000 мм
- Тип БЧ: кумулятивная тандемная
- Бронепробиваемость: 1200 мм
- Дальность полёта: 12 км[4]
- Система наведения: комбинированная (полуактивная лазерная и радиолокационная ГСН)